# 北朝鮮人民会議
北朝鮮人民会議 (朝鮮語: 북조선인민회의)は、北朝鮮人民委員会の立法府である。
1947年2月の選挙で選出され、1948年9月の朝鮮民主主義人民共和国（北朝鮮）建国までに5回の定例会議と1回の臨時会議を開催。朝鮮民主主義人民共和国の建国に伴い、最高人民会議に改組された。